# St. Oswald (Untersteinach)

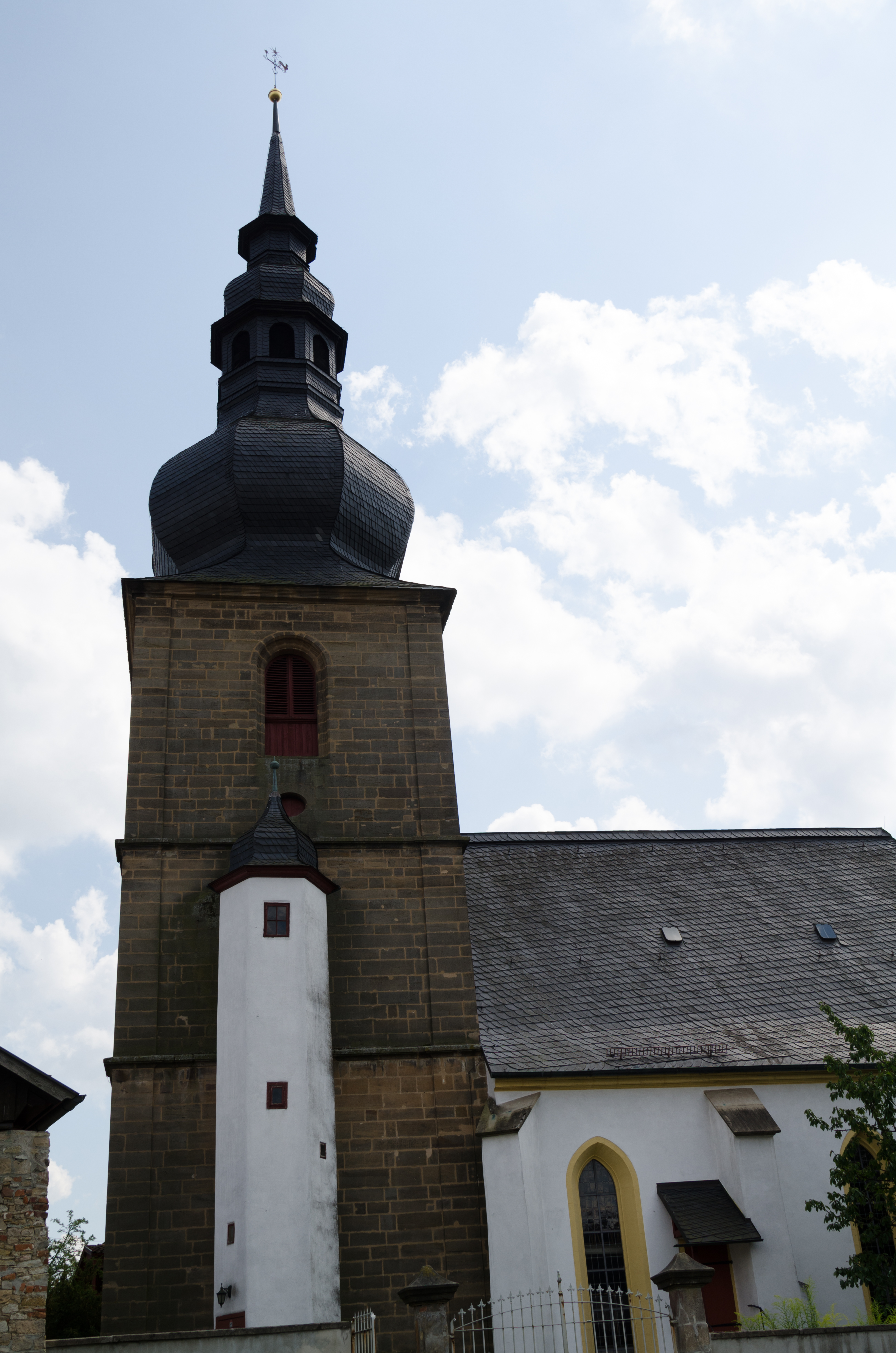
St. Oswald (Untersteinach)

Die denkmalgeschützte, evangelisch-lutherische Pfarrkirche St. Oswald steht in Untersteinach, einer Gemeinde im Landkreis Kulmbach in Oberfranken in Bayern. Die Pfarrkirche ist unter der Denkmalnummer D-4-77-159-7 als Baudenkmal in der Bayerischen Denkmalliste eingetragen. Die Kirchengemeinde gehört zum Dekanat Kulmbach im Kirchenkreis Bayreuth der Evangelisch-Lutherischen Kirche in Bayern.

## Beschreibung
Die Saalkirche ist eine ehemalige Wehrkirche. Das von Strebepfeilern gestützte, Langhaus und die unteren Geschosse des Chorturms aus Quadermauerwerk im Osten wurden um 1363 erbaut. Der Chorturm wurde 1713–17 aufgestockt und mit einer schiefergedeckten Welschen Haube bedeckt. In seinem Glockenstuhl hängen vier Kirchenglocken, die 1951 gegossen wurden. 
Der Innenraum des Langhauses wurde 1508–22 mit einem Stichkappengewölbe überspannt. Später wurden zweistöckige Emporen eingebaut, deren Brüstungen bemalt sind. 